# Bonifacij Kedrov
Bonifacij (Bonifatij) Mihajlovič Kedrov (Jaroslavlj, 10. prosinca 1903. – Moskva, 10. rujna 1985.) bio je sovjetski kemičar i filozof koji je bio specijalist za filozofiju dijalektičkog materijalizma i filozofiju znanosti.

## Životopis
Rođen je 10. prosinca 1903. u Jaroslavlju. Četiri godine djetinjstva proveo je s ocem u emigraciji u Švicarskoj. Godine 1918. postao je član stranke boljševika. Studirao je kemiju na Moskovskom državnom sveučilištu specijalizirajući kemijske termodinamike i organske kemije. Obranio je disertaciju 1935. godine. Na Institutu crvene profesure studirao je filozofiju. Sudjelovao je kao dobrovoljac u Drugom svjetskom ratu te je bio ranjen. Godine 1946. obranio je disertaciju iz filozofije temom „Atomistika Daltona i njezino filozofsko značenje”. Od 1958. do 1962. bio je voditelj odjela dijalektičkog materijalizma u Institutu za filozofiju Akademije znanosti SSSR-a.
Od 1962. bio je ravnatelj Instituta za povijest prirodoslovlja i tehnike Akademije znanosti SSSR-a. Godine 1960. postao je dopisni, a 1966. redovni član Akademije znanosti SSSR-a. Umro je 10. rujna 1985. u Moskvi.

### Članci
- Zelić, Ivan. 2018. Bonifacij Kedrov i Maritainova filozofija znanosti. Vrhbosnensia. Univerzitet u Sarajevu – Katolički bogoslovni fakultet. Sarajevo. 22 (1): 5–28